# New Nintendo 3DS
New Nintendo 3DS è una console portatile per videogiochi prodotta da Nintendo. È il terzo restyling di Nintendo 3DS ed appartiene all'ottava generazione di console videoludiche.
La console ha molti miglioramenti e meccaniche aggiuntive rispetto ai modelli precedenti, come ad esempio lo stick analogico supplementare e i nuovi pulsanti, una nuova tecnologia per migliorare l'effetto 3D stereoscopico dello schermo e prestazioni più elevate. La commercializzazione di questa console è avvenuta in Giappone l'11 ottobre 2014 al prezzo lancio di 16.000 ¥  uguale a € 130(18.800 ¥ la versione XL), in Australasia il 21 novembre 2014, mentre in Europa ed America del Nord il 13 febbraio 2015. In Europa è stata disponibile in anticipo la Ambassador Edition della console (XL compresa), a partire dal 6 gennaio 2015 per un breve periodo di tempo. New Nintendo 3DS è disponibile nei colori bianco e nero.

## Nuove aggiunte e design
Tra le caratteristiche aggiuntive rispetto al modello originale ci sono: Uno stick analogico destro chiamato C-Stick, tasti dorsali ZL e ZR, una tecnologia 3D migliorata che seguirà lo sguardo del giocatore anche quando si muove eliminando il fastidio delle due immagini sovrapposte (problema del vecchio 3DS), un sensore di luminosità ambientale che regolerà la luminosità degli schermi basandosi su quella circostante, tecnologia NFC integrata che consente l'uso degli Amiibo, supporto per schede microSD al posto delle SD, una CPU più potente insieme ad una memoria RAM e VRAM più grande. Il browser internet ora supporta la riproduzione dei video e sono attivi in modo predefinito filtri familiari disattivabili solo con la registrazione di una carta di credito. Lo schermo del New 3DS è grande 1,2 volte rispetto a quello del Nintendo 3DS originale, mentre quello del New 3DS XL è uguale al predecessore. Infine, entrambe le console sono dotate di una batteria che assicura una carica più prolungata.
Riguardo al design, il New 3DS presenta i 4 pulsanti funzione dello stesso colore del controller Super Nintendo. Entrambe le console sono leggermente più larghe delle precedenti, con il New Nintendo 3DS XL anche leggermente più leggero del 3DS XL. Lo slot per le Cartucce 3DS/DS è spostato in basso a sinistra. Solo il tasto HOME è rimasto al centro con i tasti START e SELECT posizionati in basso a destra. Lo stilo non più di lato staziona nella parte inferiore insieme all'ingresso per gli auricolari e il tasto POWER subito a destra. Lo slot per micro sd del New 3DS è dotato di due piccole viti per essere aperto e/o chiuso. Il New Nintendo 3DS a differenza della versione XL è dotato di cover anteriore e posteriore intercambiabili, permettendo la personalizzazione della propria console con cover differenti.

## Caratteristiche tecniche
- CPU ARM11 MPCore quad-core 804 MHz con 4 co-processori
- Memoria RAM di 256 MB FCRAM
- Storage interno: (NAND) Samsung KLM4G1YEQC Con 2 GB di memoria
- Processore grafico (GPU): DMP Pica200 Clockato a 268 MHz con 10 MB di VRAM
- Miglioramento dell'effetto 3D Stereoscopico
- Autonomia tra le 3 e le 7 ore con utilizzo 3D
- NFC e tecnologia Amiibo
- Risoluzione senza 3D: 800×240 pixel
- Risoluzione con 3D attivo: 400x240 (per occhio)
- Schermo WQVGA
- Sensore di luminosità automatico
- Schermo 1.2 volte più grande (rispetto a 3DS Standard su New 3DS XL la grandezza rimane identica alla precedente versione 3DS XL)
- Download del eShop potenziati (velocità di download)
- HTML5 Supportato
- Comunicazione Wi-Fi con PC
- Prezzo al lancio (JAP): 16.000 Yen
- Peso: 253 g
- Altezza: 80,6 mm
- Larghezza: 142 mm

## Versione XL

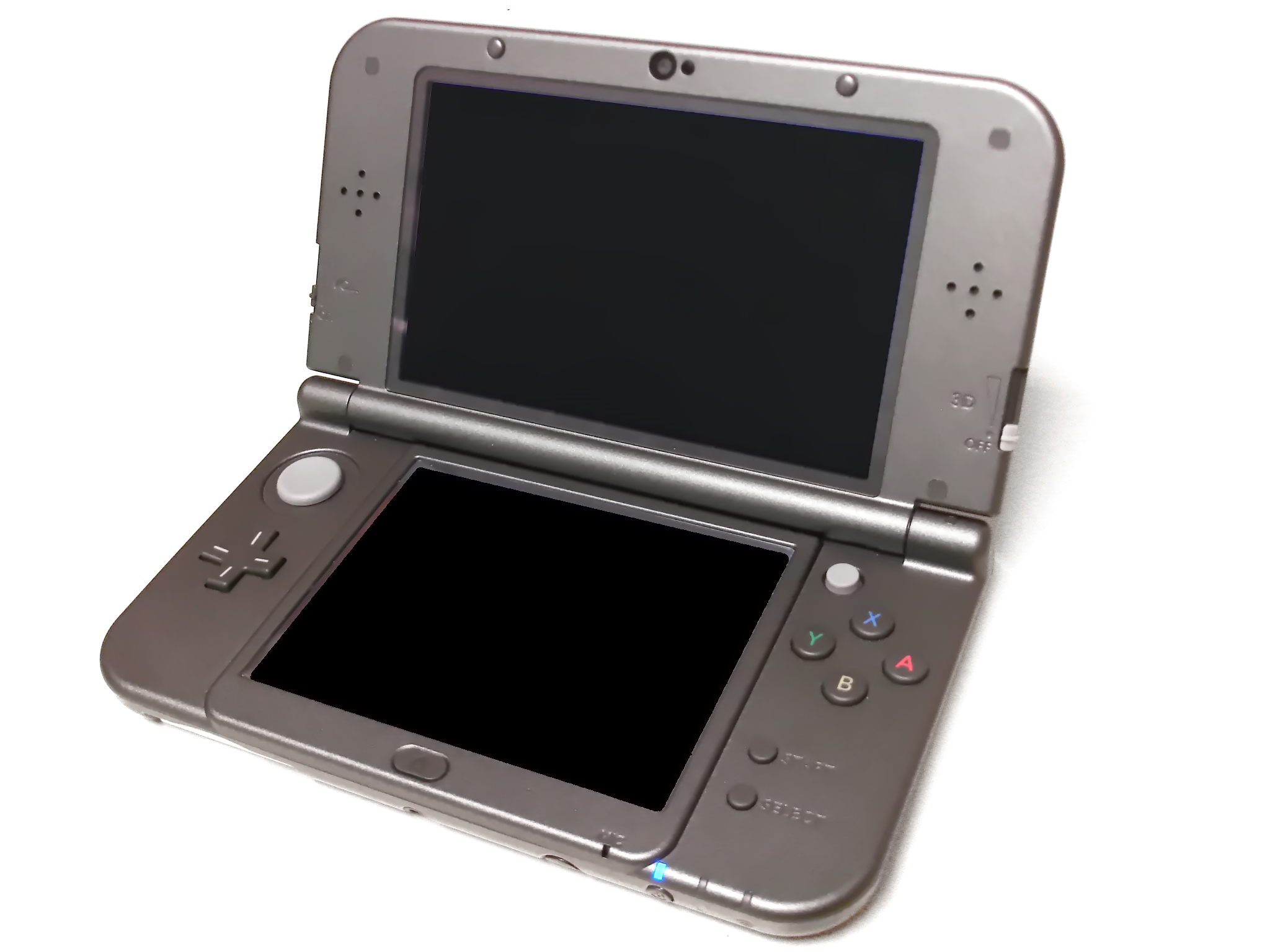
New Nintendo 3DS XL

Il New Nintendo 3DS XL (noto in Giappone come New Nintendo 3DS LL) è il quarto restyling del Nintendo 3DS. Appartiene all'ottava generazione di console e in America è stata resa disponibile dal 25 settembre 2015.
Il New Nintendo 3DS XL è disponibile nei colori Metallic Blue, Metallic Black, Galaxy Style (solo in America), Orange/black, Pink/white e Pearl White.
per più informazioni New Nintendo 3DS XL

## Compatibilità
Come le altre Console della famiglia Nintendo 3DS, il New Nintendo 3DS è compatibile con tutti i software di gioco per Nintendo 3DS, Nintendo DS e Nintendo DSi fatta eccezione per i giochi che richiedono l'uso del Game Boy Advance slot. Il nuovo supporto per le micro sd è accessibile dallo slot del nuovo 3DS che però richiederà lo svitare due piccole viti. A causa della differenza di dimensioni, periferiche progettate per adattarsi alla forma dell'originale Nintendo 3DS non possono essere utilizzati con il New Nintendo 3DS. Il cavo di alimentazione della console rimane lo stesso, venduto però separatamente. I dati di gioco possono essere trasferiti da un modello 3DS precedente ad un New Nintendo 3DS, manualmente o in modalità wireless, anche se i dati provenienti dai modelli di New Nintendo 3DS non possono essere trasferiti a console più vecchie.

## Giochi esclusivi
Grazie alla maggior potenza di calcolo della nuova console, alcuni giochi come Xenoblade Chronicles 3D, la conversione dell'indie The Binding of Isaac: Rebirth, Fire Emblem Warriors, Minecraft - New Nintendo 3DS o i giochi SNES per Virtual Console, sono stati sviluppati esclusivamente per la console New Nintendo 3DS. Questi titoli non sono compatibili con l'originale Nintendo 3DS.